# ラムノガラクツロナンヒドロラーゼ
ラムノガラクツロナンヒドロラーゼ(Rhamnogalacturonan hydrolase, EC 3.2.1.171)は、系統名をラムノガラクツロナン α-D-GalA-(1->2)-α-L-Rha ヒドロラーゼ(rhamnogalacturonan alpha-D-GalA-(1->2)-alpha-L-Rha hydrolase)という酵素である。他に、rhamnogalacturonase A, RGase A, RG-hydrolaseとも呼ばれることがある。以下の化学反応を触媒する。
ラムノガラクツロナンIの骨格中のα-D-GalA-(1->2)-α-L-Rhaグリコシド結合を加水分解する。最初に、アノマー配置を反転させ、還元末端にβ-D-GalAを持つオリゴ糖を遊離させる。
この酵素は、Aspergillus aculeatusによるラムノガラクツロナンIの分解系の一部を占める。